# ウィリアム・ゴットリーブ

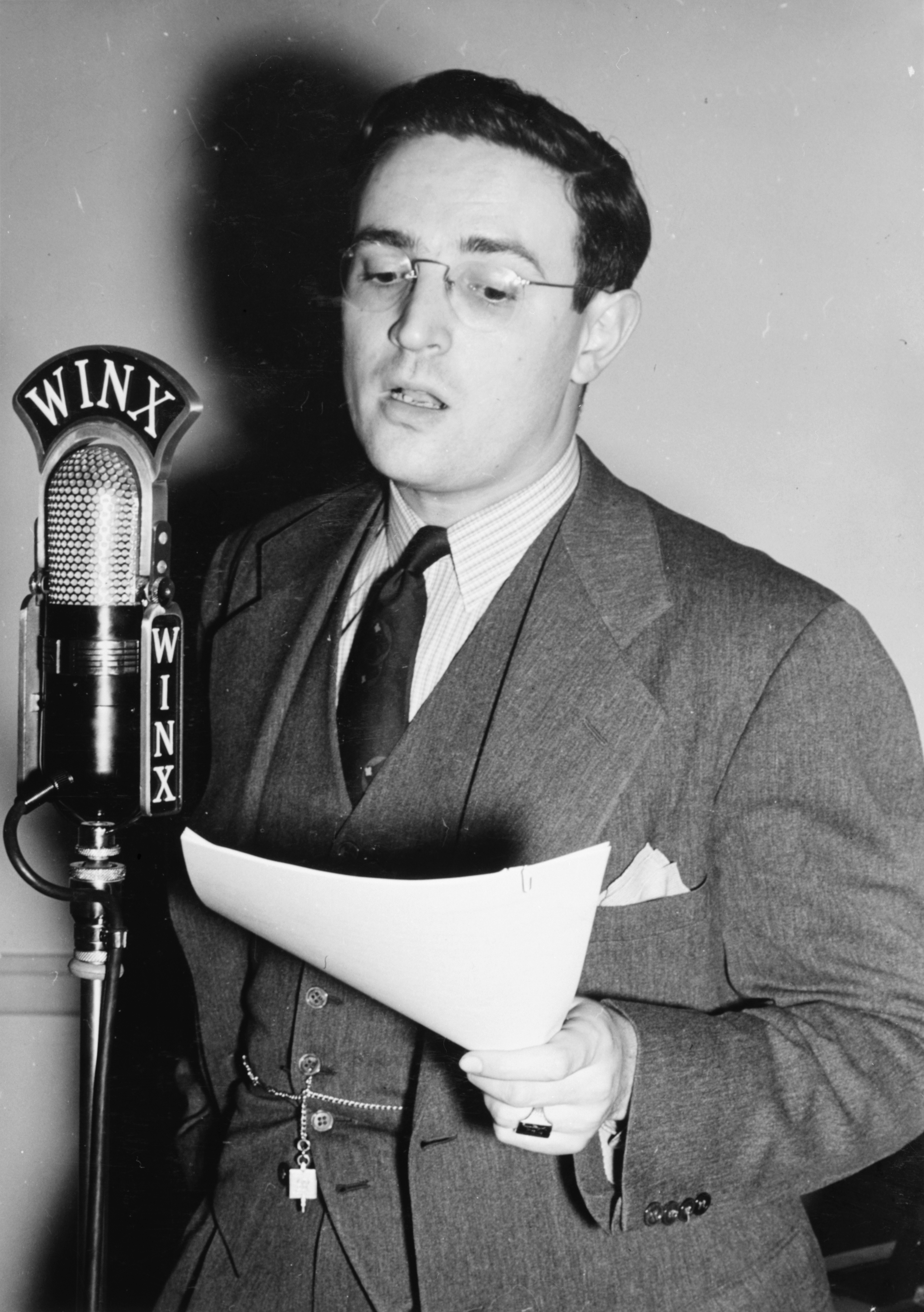
1940年、ラジオ局にて

ウィリアム・ゴットリーブ（William P. Gottlieb、1917年1月28日 - 2006年4月23日）は、1930年代、1940年代のアメリカ合衆国のジャズ「Golden Age」により、よく知られているアメリカ人の写真家・新聞寄稿家。
ゴッドリーブはニューヨークのブルックリンで生まれた。リーハイ大学で経済学を専攻した。